# Habronattus
Habronattus is een geslacht van spinnen uit de familie springspinnen (Salticidae).

## Soorten
De volgende soorten zijn bij het geslacht ingedeeld:
- Habronattus abditus Griswold, 1987
- Habronattus agilis (Banks, 1893)
- Habronattus alachua Griswold, 1987
- Habronattus altanus (Gertsch, 1934)
- Habronattus americanus (Keyserling, 1885)
- Habronattus amicus (Peckham & Peckham, 1909)
- Habronattus ammophilus (Chamberlin, 1924)
- Habronattus anepsius (Chamberlin, 1924)
- Habronattus aztecanus (Banks, 1898)
- Habronattus ballatoris Griswold, 1987
- Habronattus banksi (Peckham & Peckham, 1901)
- Habronattus borealis (Banks, 1895)
- Habronattus brunneus (Peckham & Peckham, 1901)
- Habronattus bulbipes (Chamberlin & Ivie, 1941)
- Habronattus calcaratus (Banks, 1904)
  - Habronattus calcaratus agricola Griswold, 1987
  - Habronattus calcaratus maddisoni Griswold, 1987
- Habronattus californicus (Banks, 1904)
- Habronattus cambridgei Bryant, 1948
- Habronattus captiosus (Gertsch, 1934)
- Habronattus carolinensis (Peckham & Peckham, 1901)
- Habronattus carpus Griswold, 1987
- Habronattus ciboneyanus Griswold, 1987
- Habronattus clypeatus (Banks, 1895)
- Habronattus cockerelli (Banks, 1901)
- Habronattus coecatus (Hentz, 1846)
- Habronattus cognatus (Peckham & Peckham, 1901)
- Habronattus conjunctus (Banks, 1898)
- Habronattus contingens (Chamberlin, 1925)
- Habronattus cuspidatus Griswold, 1987
- Habronattus decorus (Blackwall, 1846)
- Habronattus delectus (Peckham & Peckham, 1909)
- Habronattus divaricatus (Banks, 1898)
- Habronattus dorotheae (Gertsch & Mulaik, 1936)
- Habronattus dossenus Griswold, 1987
- Habronattus elegans (Peckham & Peckham, 1901)
- Habronattus encantadas Griswold, 1987
- Habronattus ensenadae (Petrunkevitch, 1930)
- Habronattus facetus (Petrunkevitch, 1930)
- Habronattus fallax (Peckham & Peckham, 1909)
- Habronattus festus (Peckham & Peckham, 1901)
- Habronattus formosus (Banks, 1906)
- Habronattus forticulus (Gertsch & Mulaik, 1936)
- Habronattus georgiensis (Chamberlin & Ivie, 1944)
- Habronattus geronimoi Griswold, 1987
- Habronattus gigas Griswold, 1987
- Habronattus hallani (Richman, 1973)
- Habronattus hirsutus (Peckham & Peckham, 1888)
- Habronattus huastecanus Griswold, 1987
- Habronattus icenoglei (Griswold, 1979)
- Habronattus iviei Griswold, 1987
- Habronattus jucundus (Peckham & Peckham, 1909)
- Habronattus kawini (Griswold, 1979)
- Habronattus klauseri (Peckham & Peckham, 1901)
- Habronattus kubai (Griswold, 1979)
- Habronattus leuceres (Chamberlin, 1925)
- Habronattus mataxus Griswold, 1987
- Habronattus mexicanus (Peckham & Peckham, 1896)
- Habronattus moratus (Gertsch & Mulaik, 1936)
- Habronattus mustaciatus (Chamberlin & Ivie, 1941)
- Habronattus nahuatlanus Griswold, 1987
- Habronattus nemoralis (Peckham & Peckham, 1901)
- Habronattus neomexicanus (Chamberlin, 1925)
- Habronattus nesiotus Griswold, 1987
- Habronattus notialis Griswold, 1987
- Habronattus ocala Griswold, 1987
- Habronattus ophrys Griswold, 1987
- Habronattus orbus Griswold, 1987
- Habronattus oregonensis (Peckham & Peckham, 1888)
- Habronattus paratus (Peckham & Peckham, 1896)
- Habronattus peckhami (Banks, 1921)
- Habronattus pochtecanus Griswold, 1987
- Habronattus pretiosus Bryant, 1947
- Habronattus pugillis Griswold, 1987
- Habronattus pyrrithrix (Chamberlin, 1924)
- Habronattus renidens Griswold, 1987
- Habronattus rufescens (Berland, 1934)
- Habronattus sabulosus (Peckham & Peckham, 1901)
- Habronattus sansoni (Emerton, 1915)
- Habronattus schlingeri (Griswold, 1979)
- Habronattus signatus (Banks, 1900)
- Habronattus simplex (Peckham & Peckham, 1901)
- Habronattus sugillatus Griswold, 1987
- Habronattus superciliosus (Peckham & Peckham, 1901)
- Habronattus tarascanus Griswold, 1987
- Habronattus tarsalis (Banks, 1904)
- Habronattus texanus (Chamberlin, 1924)
- Habronattus tlaxcalanus Griswold, 1987
- Habronattus tranquillus (Peckham & Peckham, 1901)
- Habronattus trimaculatus Bryant, 1945
- Habronattus tuberculatus (Gertsch & Mulaik, 1936)
- Habronattus ustulatus (Griswold, 1979)
- Habronattus velivolus Griswold, 1987
- Habronattus venatoris Griswold, 1987
- Habronattus virgulatus Griswold, 1987
- Habronattus viridipes (Hentz, 1846)
- Habronattus waughi (Emerton, 1926)
- Habronattus zapotecanus Griswold, 1987
- Habronattus zebraneus F. O. P.-Cambridge, 1901